# Randall (Iowa)
Randall – miasto w Stanach Zjednoczonych, w stanie Iowa, w hrabstwie Hamilton. Zgodnie ze spisem statystycznym z 2000 roku, miasto liczyło 148 mieszkańców.